# Macrosiphum vancouveriae
Macrosiphum vancouveriae är en insektsart som beskrevs av Jensen 2000. Macrosiphum vancouveriae ingår i släktet Macrosiphum och familjen långrörsbladlöss. Inga underarter finns listade i Catalogue of Life.